# 米拉馬爾 (大奇里基區)
米拉馬爾（西班牙語：Miramar），是巴拿馬的城鎮，位於該國西北部，由博卡斯德爾托羅省的大奇里基區負責管轄，面積26.9平方公里，2010年人口1,232，人口密度每平方公里45.8人。